# Лез-Арк (Савойя)

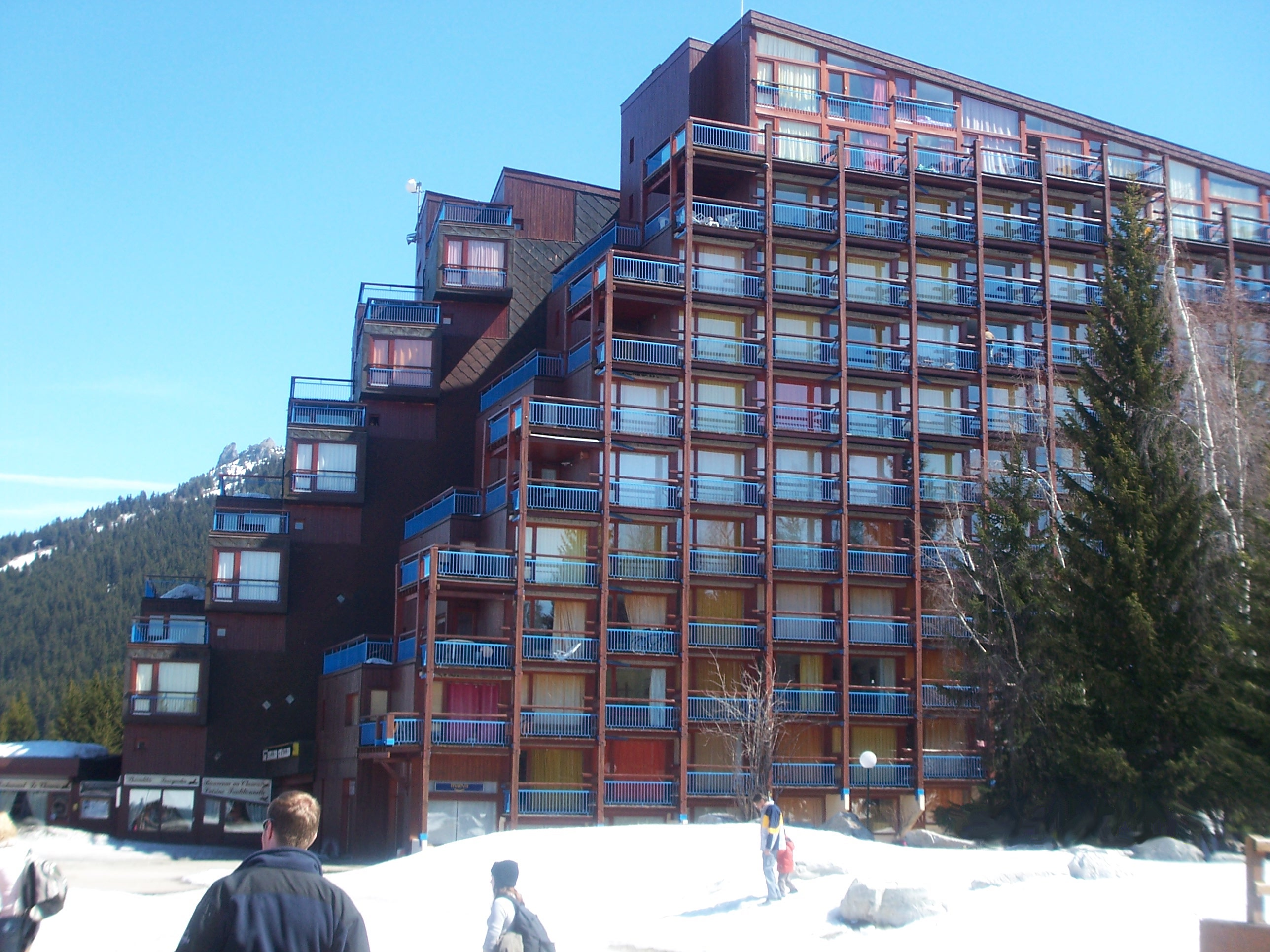
Современные апартаменты в Лез Арк 1800

Лез-Арк (фр. Les Arcs) — один из самых известных французских горных курортов, расположенный в самом центре французских Альп — долине От-Тарантез, департамент Савойя.
Горный курорт Лез Арк состоит из четырёх соединенных дорогой горных деревень, названных по высоте их расположения: Арк 1600, Арк 1800, Арк 1950 и Арк 2000.
Внизу расположен городок Бур-Сен-Морис, который связан с Арк 1600 подъёмником-фуникулёром.

## История
Горнолыжный комплекс Лез-Арк начал развиваться с 1960 года по инициативе местного горного проводника Робера Бланка (Robert Blanc) и менеджера по развитию горного туризма Роже Годино (фр.).
Первоначально был построен посёлок на высоте 1600 м, затем развитие пошло выше и появились ещё три гостиничных комплекса с соответствующей инфраструктурой на высоте 1800, 1950 и 2000 м.
- 1968 — Arc 1600
- 1974 — Arc 1800
- 1979 — Arc 2000
- 2003 — Arc 1950

Самая большая из деревень с широкой сетью подъемников Арк 1800 делится на три района: Шарве, Вийар и Шарметоже. В постройках преобладают большие жилые корпуса современной архитектуры.
С введением в 2003 году новой канатной дороги «Vanoise Express cable car» Лез-Арк стал частью крупного горнолыжного комплекса «Paradiski group», куда входит также ещё один рядом расположенный французский горный курорт La Plagne.

## Достопримечательности, специализация, возможности
Пять райнов Лез-Арк — Bourg-Saint-Maurice, Arc 1600, Arc 1800, Arc 1950 и Arc 2000 — находятся на разной высоте в диапазоне от 810 до 3225 метров над уровнем моря. Катание на лыжах возможно на высоте, начиная с 1200 м. В районе расположены 106 горнолыжных трасс, 54 подъёмника, охватывающих 200 километров различных вариантов спуска на горных лыжах.
Высшая точка в регионе — гора Айгуль-Руж (фр. Aiguille Rouge).
В районе действия подъёмников есть возможности для спуска по снежной целине, то есть занятия фрирайдом.
Благодаря хорошо подготовленным трассам и возможностям горного рельефа Лез-Арк известен как место, где установлено несколько мировых рекордов по скоростному спуску на лыжах.
В летнее время есть возможности для маунтинбайка. В районе есть 10 маркированных VTT трасс для маунтинбайка.

## Галерея

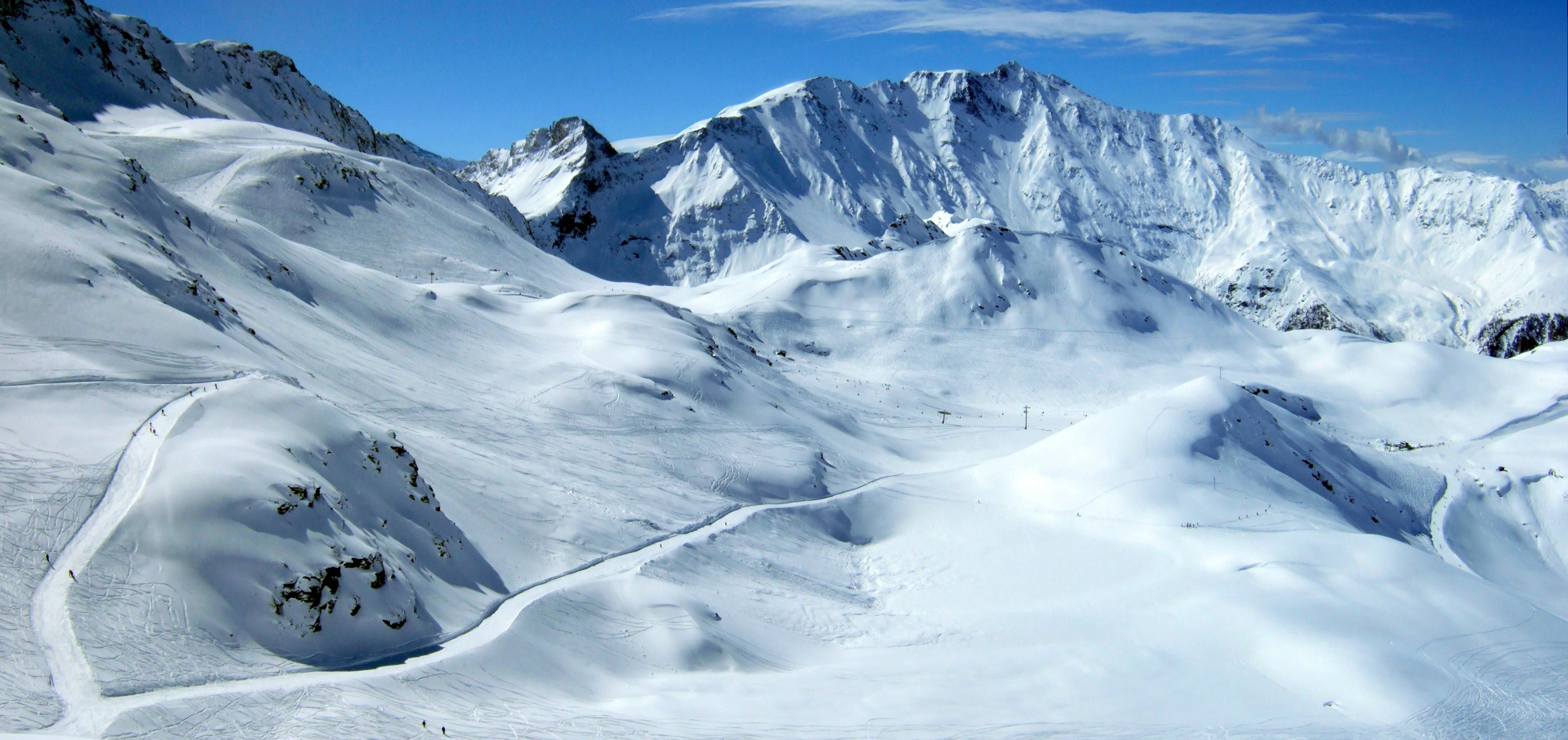
Лыжные трассы Лез Арк
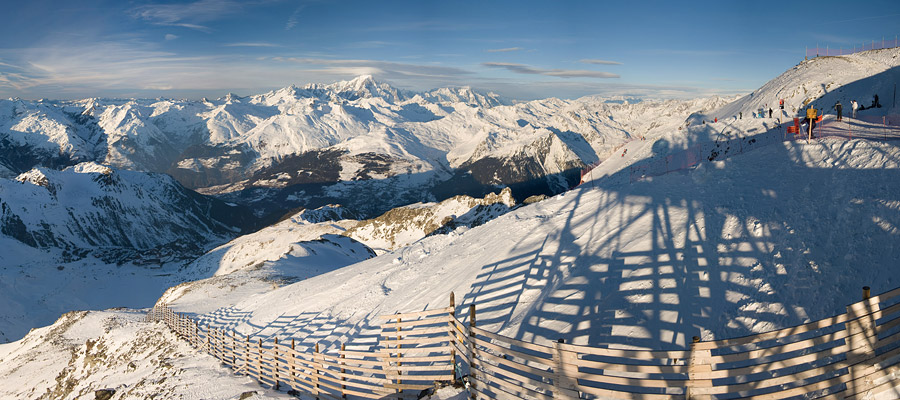
Вид на Монблан с Aiguille Rouge.jpg
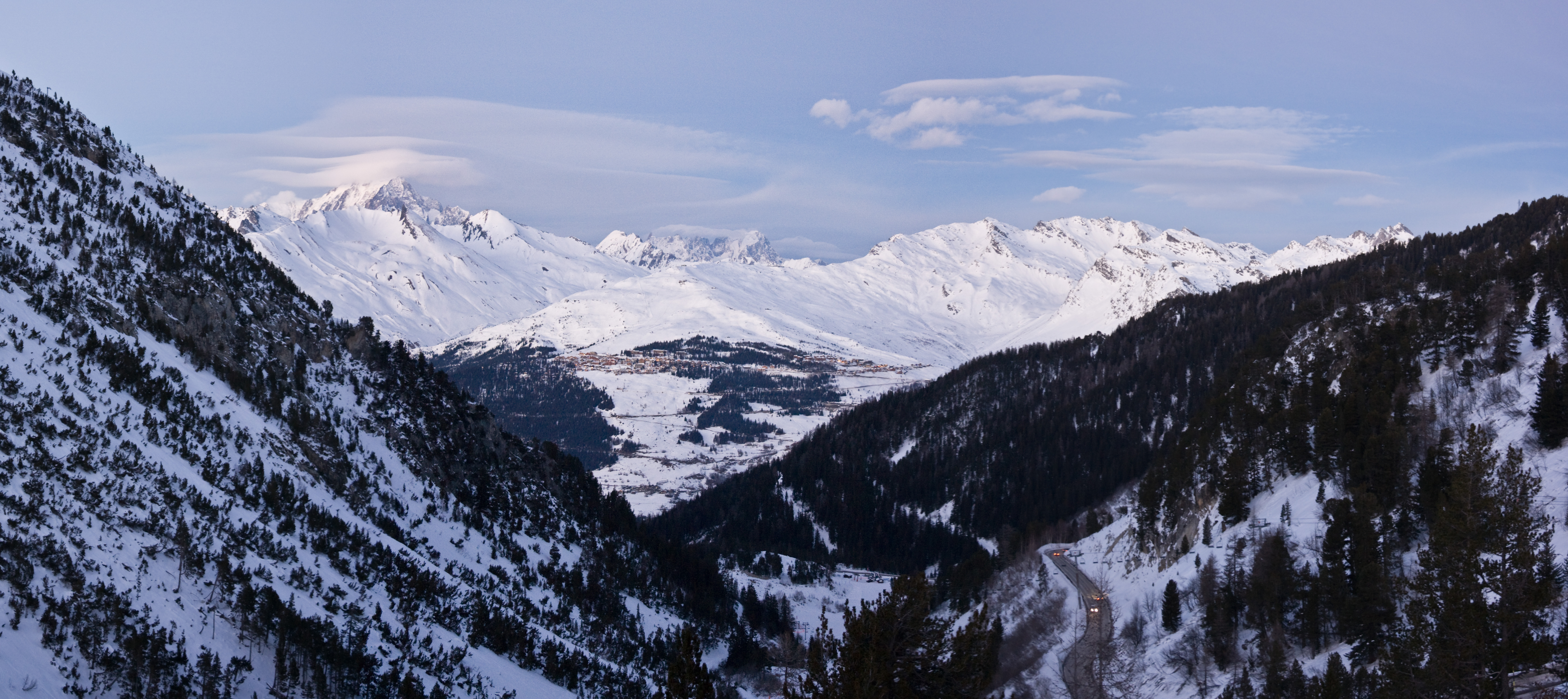
Вид на Монблан из Арк 1950
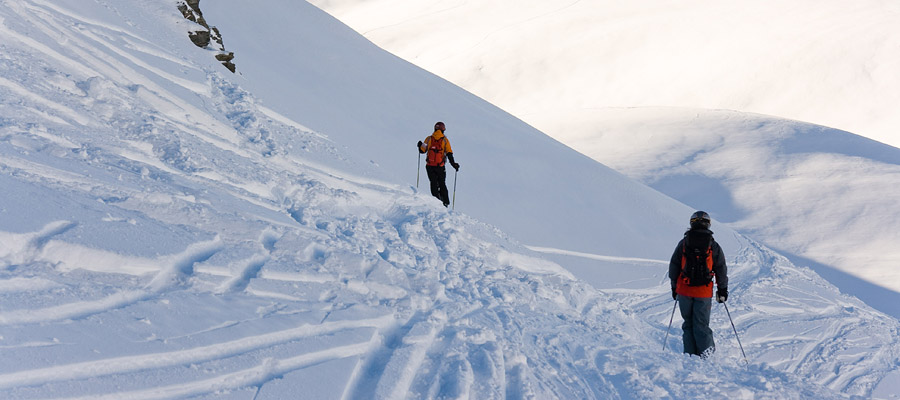
Фрирайд в Лез Арк
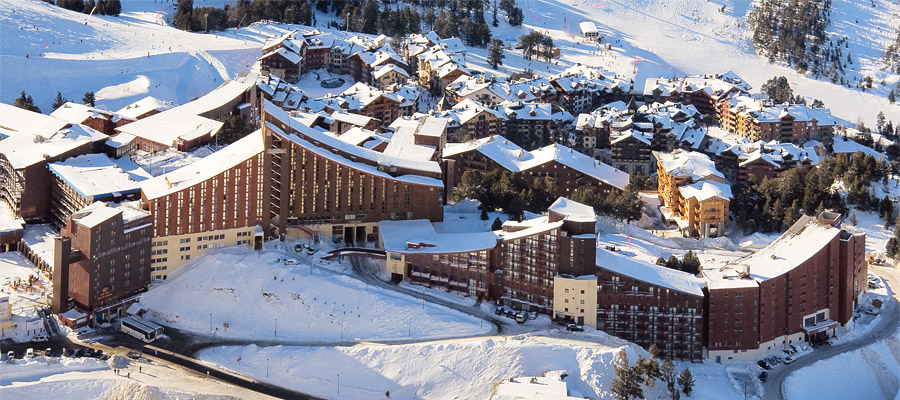
Вид на Лез Арк 2000 и 1950 с Aiguille Rouge
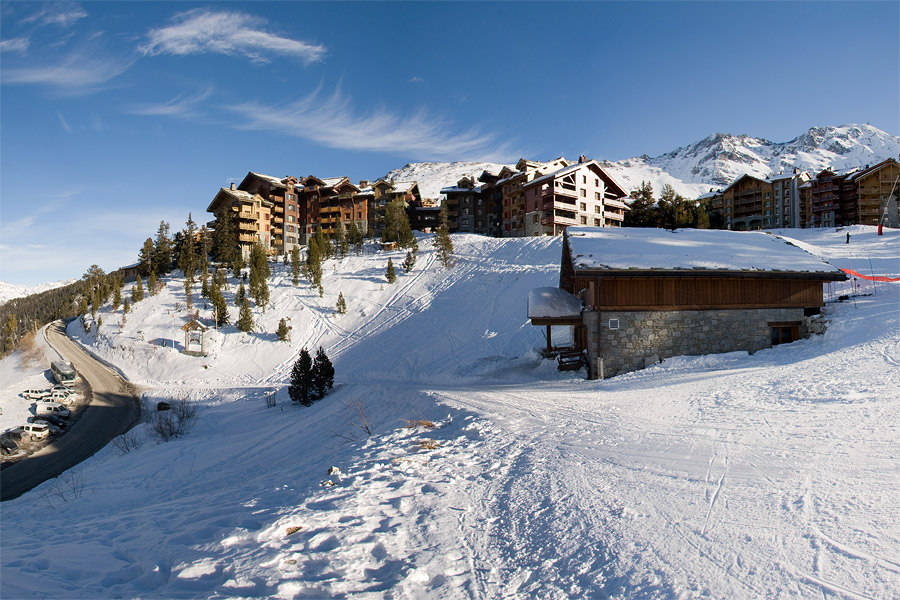
Арк 1950